# Yoshirō Okazaki
Yoshirō Okazaki (Japans 岡崎義朗, Okazaki Yoshirō, 27 april 1971) is een Japanse jazzmuzikant, hij speelt trompet en bugel.
Yoshirō Okazaki werkte vanaf de late jaren 90 in de Japanse jazzscene, onder meer met Seiji Tada waarmee hij in 1997 zijn eerste opnames maakte. Hij was lid van de Tokyo Leaders Big Band (optreden met Bobby Watson, 1999), daarna speelde hij o.a. in de bigbands van Ken’ichi Tsunoda, Masaru Uchibori en Makoto Ozone (Back in the Club 2010) en in Amerika met Iris Ornig ('New Ground, 2007) en Ruslan Khain (Tie It In!', 2008). In 2003 verscheen zijn debuutalbum Hank's Mood (met Hidenori Midorikawa, Keiichi Yoshida, Tomokazu Sugimoto en Akira Igawa). Met trompettist Jay Thomas leidde hij een kwintet (met Shuhei Mizuno, Go Shimada en Daisuke Kurata, live-album Soul Summit! Live at Mr. Kenny’s - Dedicated to Kenny Dorham). In de jazz was hij tussen 1997 en 2016 betrokken bij 14 opnamesessies, o.a. van Naoko Tanaka (Memories, 2014) en Fumio Karashima (My Favorite Things, 2016).